# Prstenasti smetištar
Prstenasti smetištar (lat. Panaeolus semiovatus) je nejestiva gljiva iz roda Panaeolus. 

## Opis
- Klobuk prstenastog smetištara je širok od 1,5 do 3,5 centimetara a naraste od 2 do 6 cm u visinu, zvonolikog oblika, može biti glinenasto sivkast ili smeđeoker, središte klobuka je često tamnije, glatko, po vlažnom vremenu mazav, ali uvijek ostaje ljepljiv.
- Listići su široki, trbušasti, gusti, slobodni, sivocrni, s karakterističnom bijelom oštricom.
- Stručak je visok i do 15 centimetara, valjkast, tvrd, blijed, tanak, lomljiv, nosi uzdignut i rebrast vjenčić; iznad vjenčića je tipično i pravilno brazdast, na osnovi bjelkastomaljav i vrlo često s ostacima ovoja.
- Meso je vrlo tanko, gotovo da ga i nema, u stručku tvrdo, miris nije izražen.
- Spore su eliptične, 15 – 22 x 9 – 13 μm; otrusina je crnkaste boje.

## Stanište
Raste skupno ili pojedinačno od rujna do polovice listopada na izmetu goveda i konja, na pašnjacima, uz putove i na pognojenom tlu.     

## Upotrebljivost
Prstenasti smetištar nema vrijednosti. Stari autori smatrali su je jestivom, dok je neki moderni autori smatraju otovnom.                                                                                                                                                                                             

## Sličnosti
Prstenasti smetištar se obično može naći na konjskom izmetu, ali također se može naći mnogo vrsta gljiva iz roda Panaeolus, Stropharia, Coprinus, Peziza i tako dalje. 

## Slike
|  |  |  |  |  |
|  |  |  |  |  |